# عبدالاله الفهد
عبدالاله الفهد (عربی: عبد الإله الفهد؛ زادهٔ ۱۱ ژوئن ۱۹۹۲) یک ورزشکار اهل عربستان سعودی است.
از باشگاه‌هایی که در آن بازی کرده‌است می‌توان به باشگاه فوتبال الفیصلی عربستان سعودی اشاره کرد.